# Moÿ-de-l'Aisne
Moÿ-de-l'Aisne est une commune française située dans le département de l'Aisne, en région Hauts-de-France.
Moÿ-de-l'Aisne est l'une des quatre communes françaises comportant un y tréma dans leur nom (avec Aÿ-Champagne, L'Haÿ-les-Roses et Faÿ-lès-Nemours). Sa prononciation est : « Mo-i » (API : /mɔ.i.də.lɛn/, SAMPA : mO.i.d@.lEn).

## Géographie

### Hydrographie
La commune est située dans le bassin Seine-Normandie. Elle est drainée par l'Oise,.
L'Oise prend sa source en Belgique, à 309 mètres d'altitude, dans l'ancienne commune de Forges et se jette dans la Seine à 20 mètres d'altitude, au Pointil en rive droite et en aval du centre de Conflans-Sainte-Honorine dans le département des Yvelines. D'une longueur 341 kilomètres, elle est presque entièrement navigable et bordée de canaux sur 104 kilomètres.

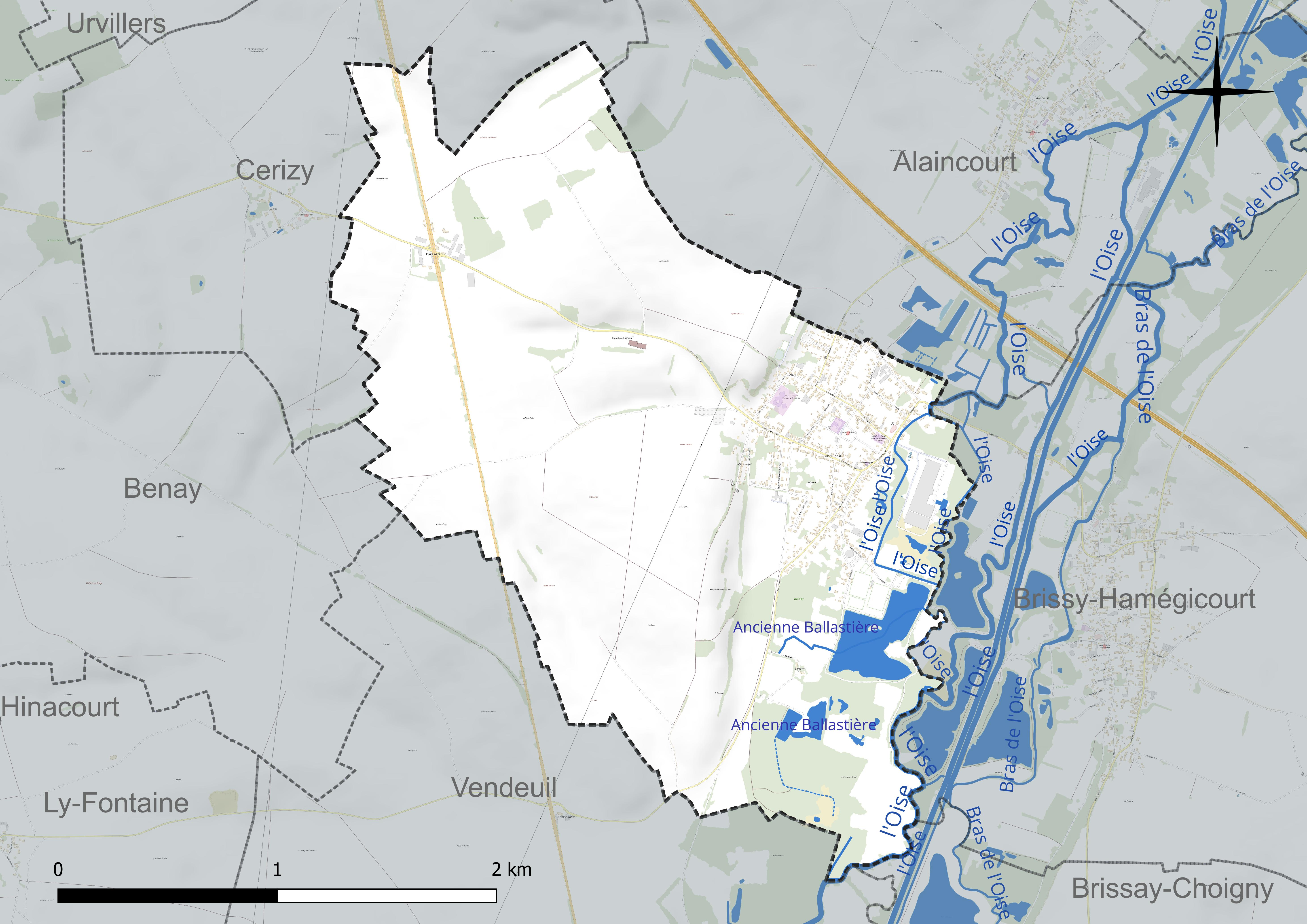
Réseau hydrographique de Moÿ-de-l'Aisne.

Un plan d'eau complète le réseau hydrographique : l'ancienne ballastière (10,2 ha),.

### Climat
Pour des articles plus généraux, voir Climat des Hauts-de-France et Climat de l'Aisne.
En 2010, le climat de la commune est de type climat océanique dégradé des plaines du Centre et du Nord, selon une étude du CNRS s'appuyant sur une série de données couvrant la période 1971-2000. En 2020, Météo-France publie une typologie des climats de la France métropolitaine dans laquelle la commune est dans une zone de transition entre le climat océanique et le climat océanique altéré et est dans la région climatique Nord-est du bassin Parisien, caractérisée par un ensoleillement médiocre, une pluviométrie moyenne régulièrement répartie au cours de l'année et un hiver froid (3 °C).
Pour la période 1971-2000, la température annuelle moyenne est de 10,6 °C, avec une amplitude thermique annuelle de 14,9 °C. Le cumul annuel moyen de précipitations est de 694 mm, avec 11,5 jours de précipitations en janvier et 8,5 jours en juillet. Pour la période 1991-2020, la température moyenne annuelle observée sur la station météorologique la plus proche, située sur la commune de Fontaine-lès-Clercs à 12 km à vol d'oiseau, est de 10,8 °C et le cumul annuel moyen de précipitations est de 683,4 mm,. Pour l'avenir, les paramètres climatiques de la commune estimés pour 2050 selon différents scénarios d'émission de gaz à effet de serre sont consultables sur un site dédié publié par Météo-France en novembre 2022.

## Urbanisme

### Typologie
Au 1er janvier 2024, Moÿ-de-l'Aisne est catégorisée bourg rural, selon la nouvelle grille communale de densité à 7 niveaux définie par l'Insee en 2022.
Elle est située hors unité urbaine. Par ailleurs la commune fait partie de l'aire d'attraction de Saint-Quentin, dont elle est une commune de la couronne,. Cette aire, qui regroupe 120 communes, est catégorisée dans les aires de 50 000 à moins de 200 000 habitants,.

### Occupation des sols
L'occupation des sols de la commune, telle qu'elle ressort de la base de données européenne d'occupation biophysique des sols Corine Land Cover (CLC), est marquée par l'importance des territoires agricoles (82,9 % en 2018), une proportion identique à celle de 1990 (82,9 %). La répartition détaillée en 2018 est la suivante : 
terres arables (66,3 %), prairies (13,3 %), zones urbanisées (11,9 %), zones agricoles hétérogènes (3,3 %), forêts (2,6 %), eaux continentales (2,6 %).
L'évolution de l'occupation des sols de la commune et de ses infrastructures peut être observée sur les différentes représentations cartographiques du territoire : la carte de Cassini (XVIIIe siècle), la carte d'état-major (1820-1866) et les cartes ou photos aériennes de l'IGN pour la période actuelle (1950 à aujourd'hui).

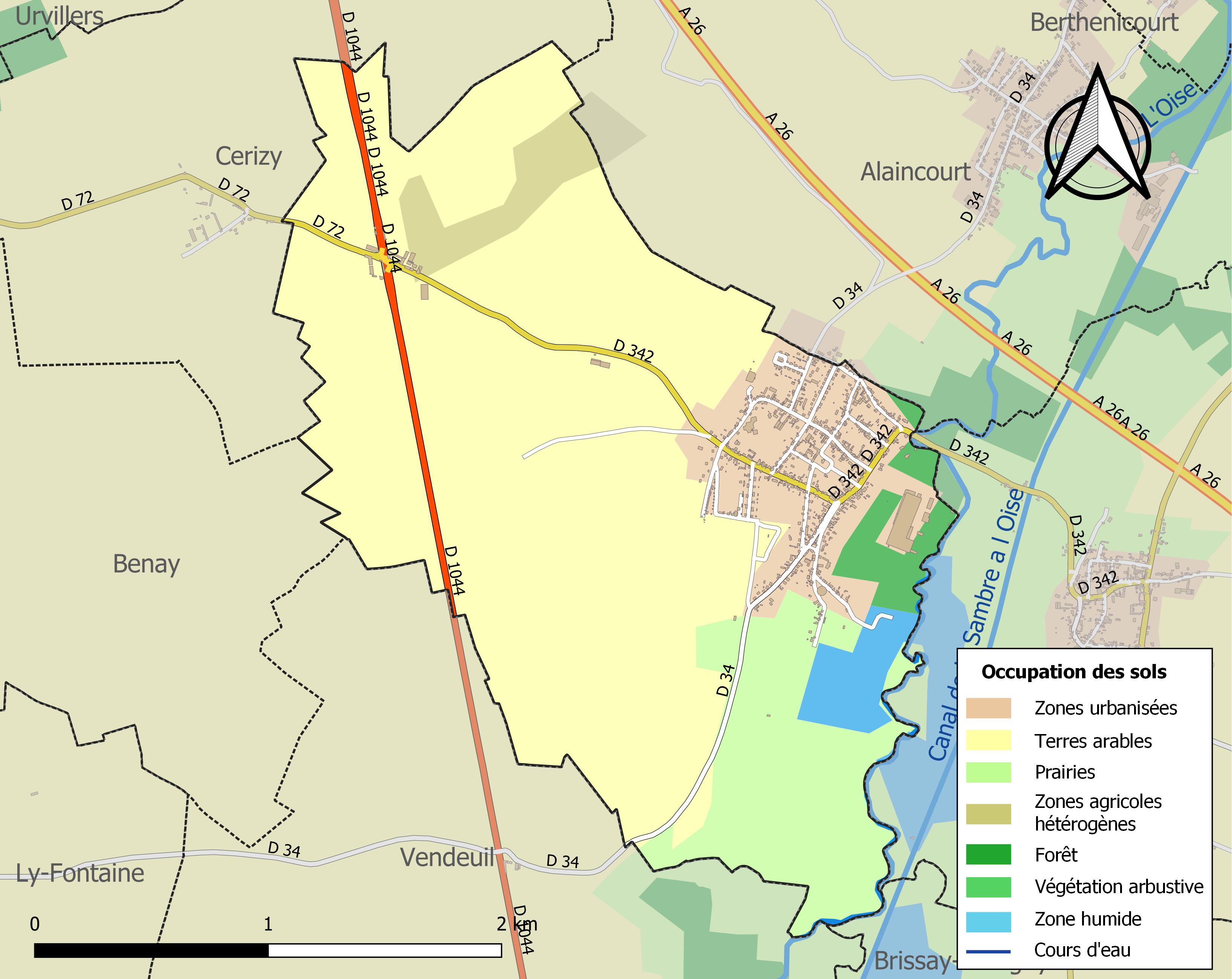
Carte de l'occupation des sols de la commune en 2018 (CLC).

### Lieux-dits, hameaux et écarts
En 2020, le hameau de la Guinguette, situé sur l'ancienne Route nationale 44, compte huit habitations.

### Habitat et logement
En 2019, le nombre total de logements dans la commune était de 473, alors qu'il était de 442 en 2014 et de 435 en 2009.
Parmi ces logements, 92,9 % étaient des résidences principales, 0,9 % des résidences secondaires et 6,2 % des logements vacants. Ces logements étaient pour 92,9 % d'entre eux des maisons individuelles et pour 6,9 % des appartements.
Le tableau ci-dessous présente la typologie des logements à Moÿ-de-l'Aisne en 2019 en comparaison avec celle de l'Aisne et de la France entière. Une caractéristique marquante du parc de logements est ainsi une proportion de résidences secondaires et logements occasionnels (0,9 %) inférieure à celle du département (3,5 %) et  à celle de la France entière (9,7 %). Concernant le statut d'occupation de ces logements, 75,6 % des habitants de la commune sont propriétaires de leur logement (75,2 % en 2014), contre 61,6 % pour l'Aisne et 57,5 pour la France entière.
| Typologie                                               | Moÿ-de-l'Aisne | Aisne | France entière |
| ------------------------------------------------------- | -------------- | ----- | -------------- |
| Résidences principales (en %)                           | 92,9           | 86,5  | 82,1           |
| Résidences secondaires et logements occasionnels (en %) | 0,9            | 3,5   | 9,7            |
| Logements vacants (en %)                                | 6,2            | 9,9   | 8,2            |

## Toponymie
Le nom du village apparaît pour la première fois en 1174 sous l'appellation de Moi. L'orthographe variera encore ensuite:  Moyacum, Moy-dalez-Ribemont, Moy-sur-Oise, en 1412, Mouys, Moui, Mouy, puis Moy vers 1750 sur la carte de Cassini  et enfin le nom actuel Moÿ-de-l'Aisne au XIXe siècle.

## Histoire

### Temps modernes

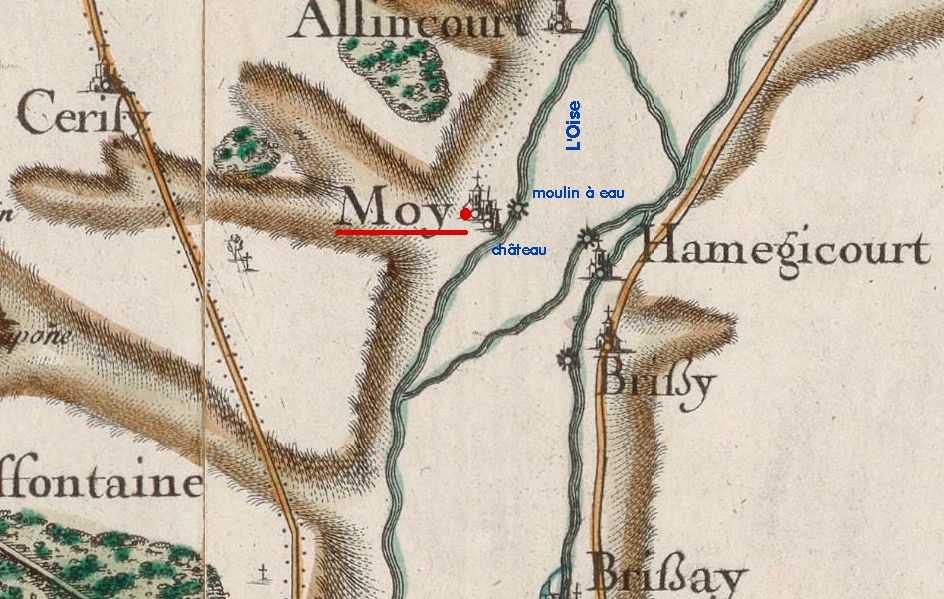
Carte de Cassini du secteur
(vers 1750).

La carte de Cassini montre qu'au XVIIIe siècle, Moÿ est une paroisse située sur la rive droite de l'Oise.
Un moulin à eau, symbolisé par une roue dentée, était installé sur la rivière.
Au sud-est, un château construit sur les bords de l'Oise est représenté.

### Époque contemporaine
De 1898 à 1963, Moÿ-de-l'Aisne est traversé par la ligne de chemin de fer de Mézières-sur-Oise à La Fère, qui, venant d'Alaincourt, traversait le village du nord au sud et se dirigeait vers Vendeuil.
Chaque jour, trois trains s'arrêtent dans chaque sens devant la gare pour prendre les passagers qui se rendaient soit à Saint-Quentin, soit à Guise ou dans l'autre sens à La Fère.
À une époque où le chemin de fer était le moyen de déplacement le plus pratique, cette ligne connait un important trafic de passagers et de marchandises.

Le passé ferroviaire de la commune
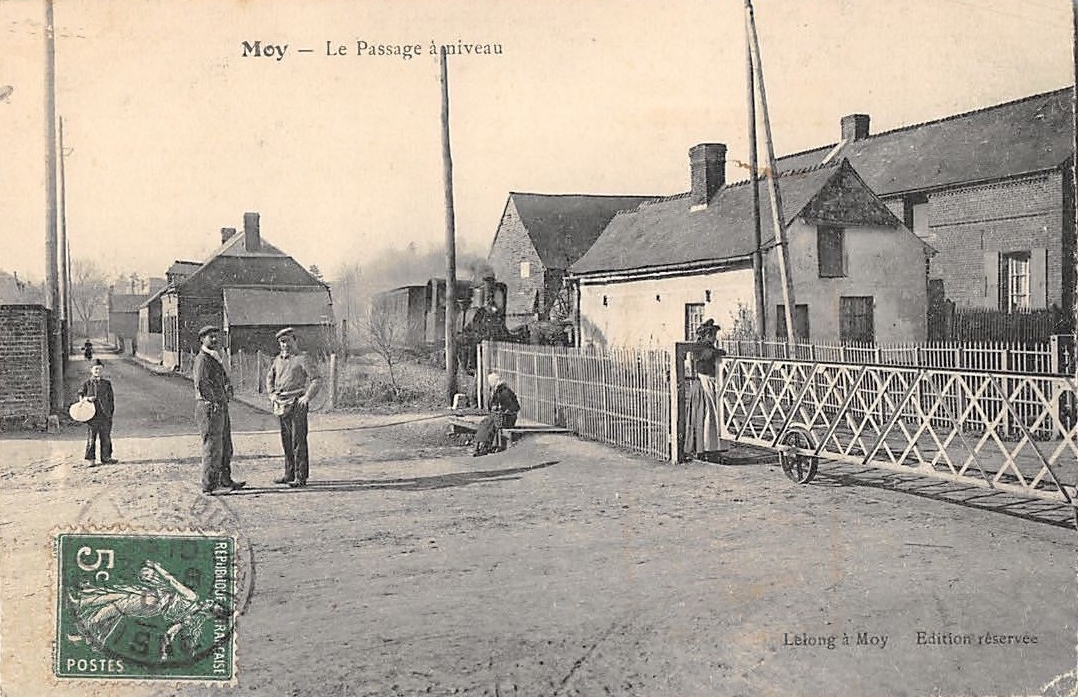
Carte postale du passage à niveau avec des barrières à roulettes qui sécurisaient l'actuelle rue Saussier-Marchandise.
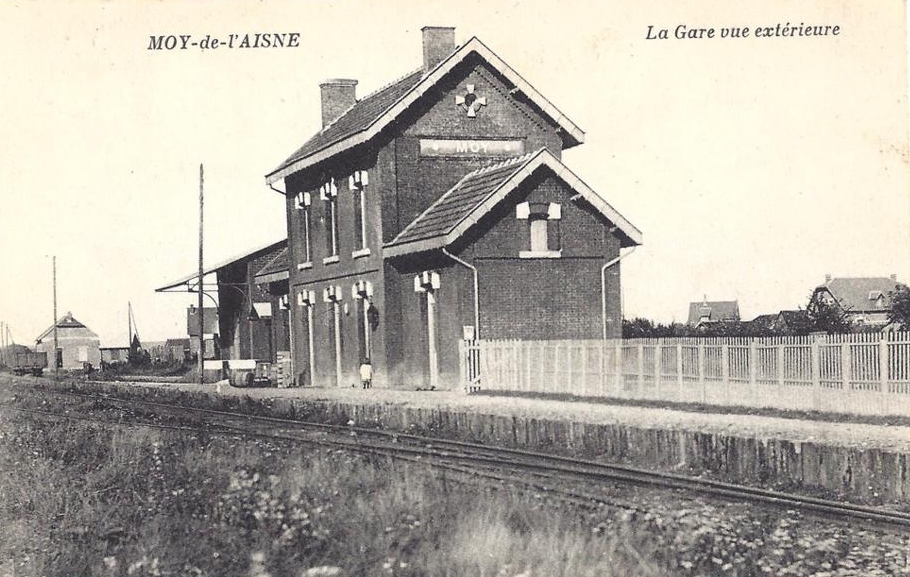
Carte postale de la gare de Moÿ-de-l'Aisne  vers 1925.
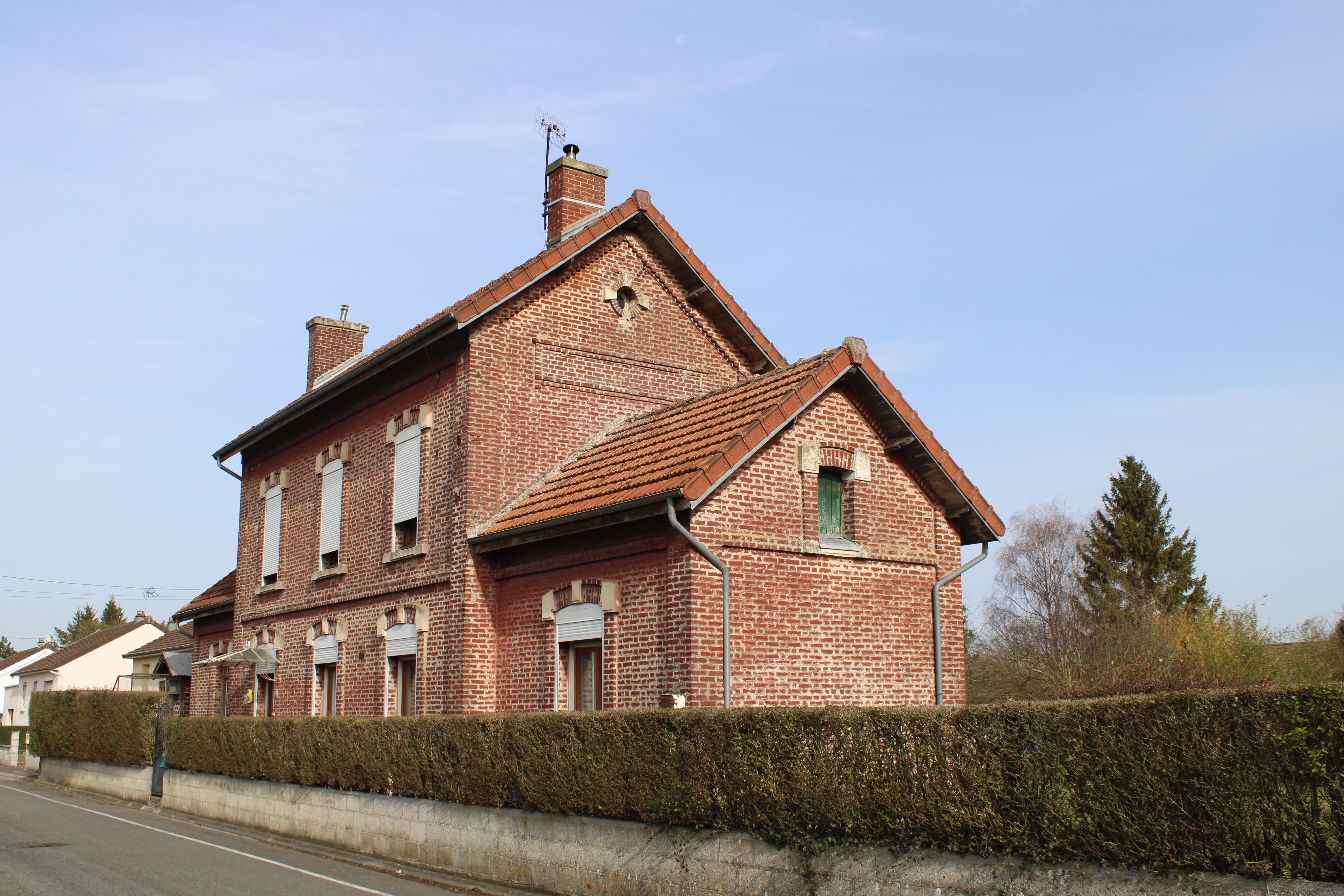
La gare en 2021 située rue du Général-de-Gaulle.
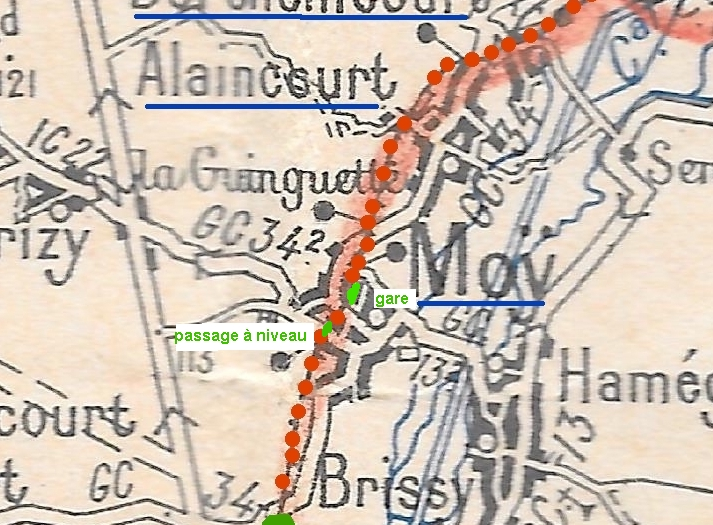
La ligne traversait la commune du nord au sud à l'emplacement de l'actuelle rue du Général-de-Gaulle.

#### Première Guerre mondiale
Après la bataille des frontières du 7 au 24 août 1914, devant les pertes subies, l'État-Major français décide de battre en retraite depuis la Belgique. Le 28 août 1914, de violents combats opposent les Allemands aux cavaliers britanniques qui perdent dix hommes ce jour-là. Un monument inauguré lors du 100e anniversaire, érigé sur la place de la Mairie, leur rend hommage.

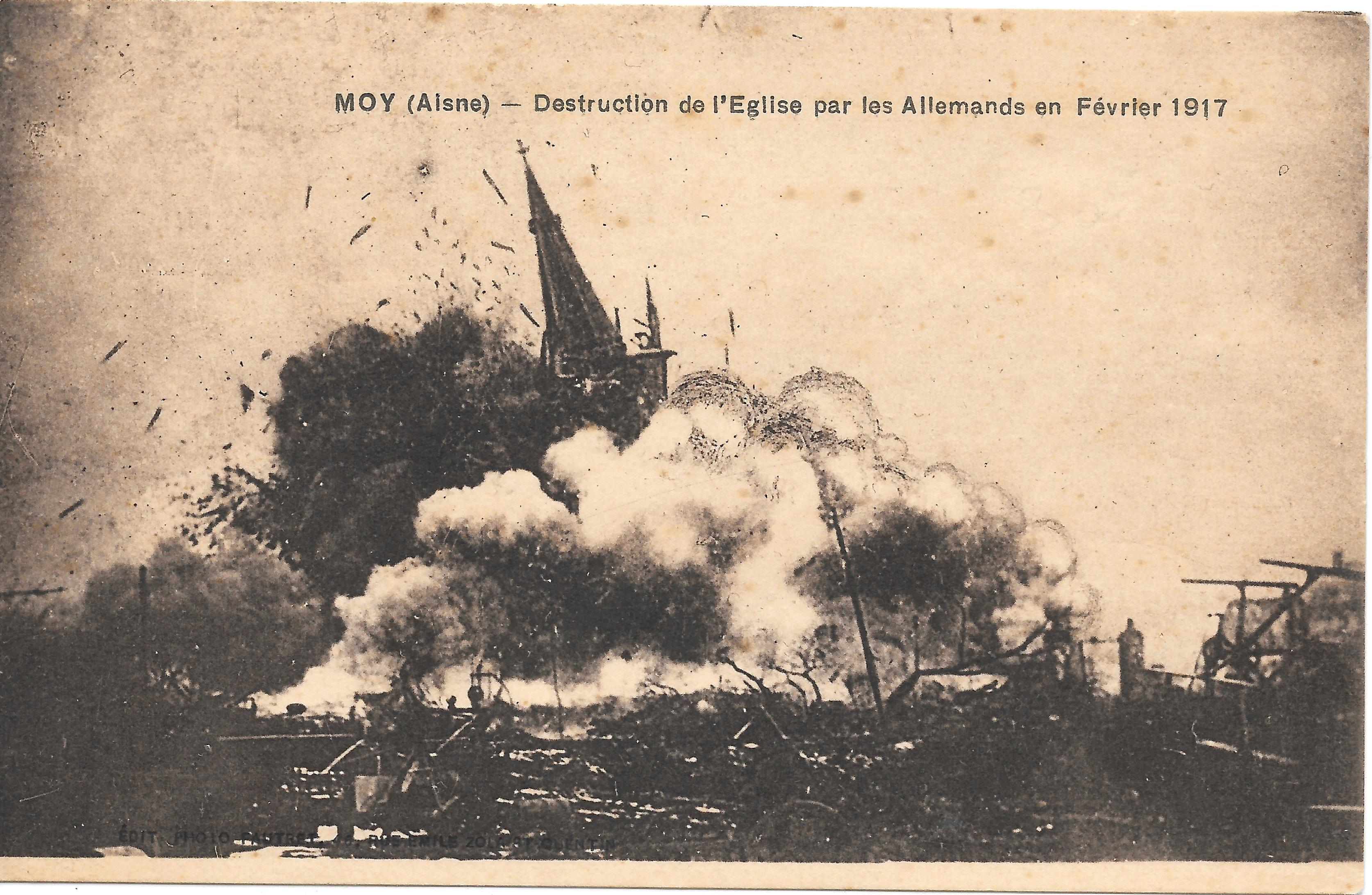
Destruction de l'église en 1917 par les Allemands.

Les Allemands s'emparent du village et poursuivent leur route vers l'ouest. Dès lors commença l'occupation qui dure jusqu'en avril 1917. Pendant toute cette période Moÿ reste loin des combats, le front se situant à une quarantaine de kilomètres à l'ouest vers Roye, Péronne. Le village sert de base arrière pour l'armée allemande.
Des arrêtés obligent, à date fixe, sous la responsabilité du maire et du conseil municipal, sous peine de sanctions, la population à fournir : blé, œufs, lait, viande, légumes, destinés à nourrir les soldats du front. Toutes les personnes valides devaient effectuer des travaux agricoles ou d'entretien.
Le 19 février 1917, les habitants sont évacués et les Allemands détruisent l'église et une grande partie des constructions avant de se retrancher derrière la ligne Hindenburg, ligne de fortifications s'appuyant sur le canal de Saint-Quentin, jusque Tergnier et Soissons.
Pendant plus d'un an encore, Moÿ reste dans la zone contrôlée par l'armée allemande et ne sera définitivement libérée qu'en septembre 1918 par les troupes anglo-américaines.
Après l'armistice du 11 novembre 1918, peu à peu, les habitants évacués reviennent, mais la population, qui avait atteint 932 habitants en 1911 n'est plus que de 577 en 1921. La commune est détruite.
Vu les souffrances endurées par la population pendant les quatre années d'occupation et les dégâts aux constructions, la commune se voit décerner la croix de guerre 1914-1918 le 17 octobre 1920. Sur le monument aux morts sont inscrits les noms des 25 soldats de la commune morts pour la France ainsi que de 18 civils.
La reconstruction de Moÿ-de-l'Aisne est financée en partie par la mécène Suzanne Deutsch de La Meurthe en 1927, avec notamment :
- l'installation du service des eaux ;
- la construction de 20 logements pour les familles nombreuses ;
- la construction d'un centre d'hygiène et de bains douches ;
- l'installation d'un terrain de sport et d'une salle de gymnastique ;
- la construction de 16 logements au chemin Guisois ;
- la construction en 1928-1929 de l'usine de la société industrielle de Moÿ.

#### Après la Seconde Guerre mondiale
À partir de 1950, avec l'amélioration des routes et le développement du transport automobile, le trafic ferroviaire a périclité et la ligne de chemin de fer a été fermée en 1963. Les rails ont été retirés. À l'emplacement de la ligne a été créée la rue aujourd'hui baptisé rue du Général-de-Gaulle. Quelques tronçons de l'ancienne ligne subsistent encore de nos jours utilisés comme sentier de randonnée. La gare désaffectée a été vendue.

## Politique et administration

### Rattachements administratifs et électoraux

#### Rattachements administratifs
La commune se trouve  dans l'arrondissement de Saint-Quentin du département de l'Aisne.
Elle était depuis 1793 le chef-lieu du canton de Moÿ-de-l'Aisne. Dans le cadre du redécoupage cantonal de 2014 en France, cette circonscription administrative territoriale a disparu, et le canton n'est plus qu'une circonscription électorale.

#### Rattachements électoraux
Pour les élections départementales, la commune fait partie depuis 2014 du canton de Ribemont
Pour l'élection des députés, elle fait partie depuis 2010 de la  deuxième circonscription de l'Aisne.

### Intercommunalité
Mouÿ-de-l'Aisne était le siège de la communauté de communes de la Vallée de l'Oise, un établissement public de coopération intercommunale (EPCI) à fiscalité propre créé fin 1999 et auquel la commune avait transféré un certain nombre de ses compétences, dans les conditions déterminées par le code général des collectivités territoriales.
Conformément aux prescriptions de la loi de réforme des collectivités territoriales du 16 décembre 2010, qui a prévu le renforcement et la simplification des intercommunalités et la constitution de structures intercommunales de grande taille, cette intercommunalité a fusionné avec sa voisine pour former, le 1er janvier 2014, la communauté de communes du Val de l'Oise dont Mouy est le siège.

### Liste des maires
| Période      | Période       | Identité         | Étiquette | Qualité |
| ------------ | ------------- | ---------------- | --------- | --- |
| 1944         |               | Georges Testart  |           | |
| 1945         |               | Pierre Boulemier |           | |
| 1945         | 1971          | Léon Cuvelier    |           | |
| 1971         | 1983          | Jean Pizieux     |           | |
| 1983         | 1995          | Jackie Lozé      |           | |
| 1995         | 2001          | Michel Pouillart |           | |
| mars 2001    | mars 2008     | Pascal Bon       |           | |
| mars 2008    | juillet 2020  | Patrick Feuillet | DVD       | Retraité |
| juillet 2020 | décembre 2022 | Frédéric Martin  | PS        | Directeur adjoint plateforme courrier, président du club de football de la SASM (2004 → 2018) Conseiller général de Moÿ-de-l'Aisne (2008 → 2015) Conseiller départemental de Ribémont (2020 → 2021) Vice-président de la CC du Val de l'Oise (2020 → 2022) |

## Équipements et services publics

### Enseignement
Les enfants de la sommune sont scolarisés au pôle scolaire à Moÿ-de-l'Aisne, dont l'agrandissement de 3 classes et la réfection des installations précédentes, intervient en 2021/2022.

### Santé
L'intercommunalité réalise en 2020/2021 une maison de santé pluridisciplinaire permettant d'y accueillir deux médecins, plusieurs infirmières, un kinésithérapeute, un ostéopathe et une sophrologue.

## Population et société

### Démographie
L'évolution du nombre d'habitants est connue à travers les recensements de la population effectués dans la commune depuis 1793. Pour les communes de moins de 10 000 habitants, une enquête de recensement portant sur toute la population est réalisée tous les cinq ans, les populations de référence des années intermédiaires étant quant à elles estimées par interpolation ou extrapolation. Pour la commune, le premier recensement exhaustif entrant dans le cadre du nouveau dispositif a été réalisé en 2008.

En 2022, la commune comptait 986 habitants, en évolution de +1,86 % par rapport à 2016 (Aisne : −1,97 %, France hors Mayotte : +2,11 %).
| 1793 | 1800  | 1806  | 1821  | 1831  | 1836  | 1841  | 1846  | 1851  |
| ---- | ----- | ----- | ----- | ----- | ----- | ----- | ----- | ----- |
| 941  | 1 068 | 1 127 | 1 095 | 1 322 | 1 324 | 1 471 | 1 519 | 1 446 |

| 1856  | 1861  | 1866  | 1872  | 1876  | 1881  | 1886  | 1891  | 1896  |
| ----- | ----- | ----- | ----- | ----- | ----- | ----- | ----- | ----- |
| 1 390 | 1 352 | 1 417 | 1 306 | 1 220 | 1 170 | 1 096 | 1 036 | 1 005 |

| 1901 | 1906  | 1911 | 1921 | 1926 | 1931  | 1936  | 1946  | 1954  |
| ---- | ----- | ---- | ---- | ---- | ----- | ----- | ----- | ----- |
| 990  | 1 007 | 932  | 577  | 752  | 1 068 | 1 100 | 1 007 | 1 099 |

| 1962  | 1968  | 1975  | 1982  | 1990  | 1999  | 2006 | 2008 | 2013 |
| ----- | ----- | ----- | ----- | ----- | ----- | ---- | ---- | ---- |
| 1 211 | 1 154 | 1 126 | 1 068 | 1 017 | 1 002 | 997  | 995  | 971  |

| 2018 | 2022 | - | - | - | - | - | - | - |
| ---- | ---- | - | - | - | - | - | - | - |
| 981  | 986  | - | - | - | - | - | - | - |

### Manifestations culturelles et festivités
- La fête communale a lieu mi-août[36].

- La Grande parade, un défilé carnavalesque   a lieu depuis 2001 à l'automne les années impaires à Mouÿ et dans les communes voisines[37]

## Culture locale et patrimoine

### Lieux et monuments
- Église Saint-Quentin. L'église est reconstruite après la Première Guerre mondiale[38].
- Monument aux morts ; ce monument rend aussi hommage à la mécène Suzanne Deutsch de La Meurthe, bienfaitrice de la commune.
- Mémorial Le Glorieux, char explosé le 17 mai 1940 en défendant le pont de Moÿ.
- Mémorial du centenaire 1914-2014.
- Motte sur la rive droite de l'Oise, sur le bord du coteau. La motte a été fouillée au XVIIIe siècle sans résultat[39].
- Ruines du château de Moÿ. Il se présente sous la forme d'une enceinte polygonale flanquée de tour rondes et couronnées de mâchicoulis entouré d'un fossé en eau. L'accès se fait par un châtelet composé d'une tour-porte flanquée de deux tourelles circulaires. Un plan de 1795 et une gravure de 1845[40] le montrent encore intact. Depuis les ailes sud-est, est et nord-est ont été abattues[39].

Le château est ruiné en 1339 et en 1373 par les Anglais, et fut rebâti à la fin du XIVe siècle et remanié après avoir été incendié en 1557 par les espagnols.

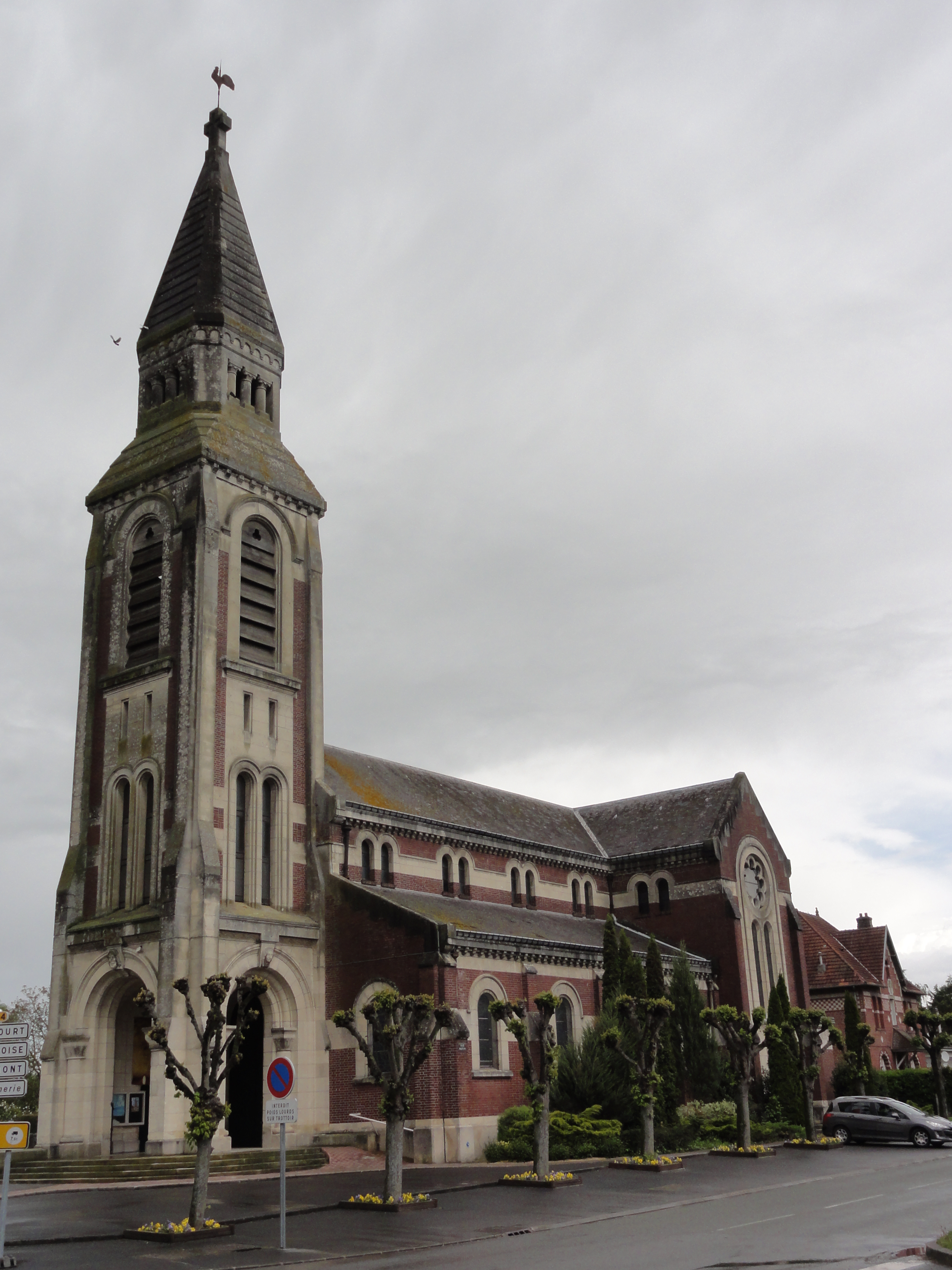
Église Saint-Quentin.
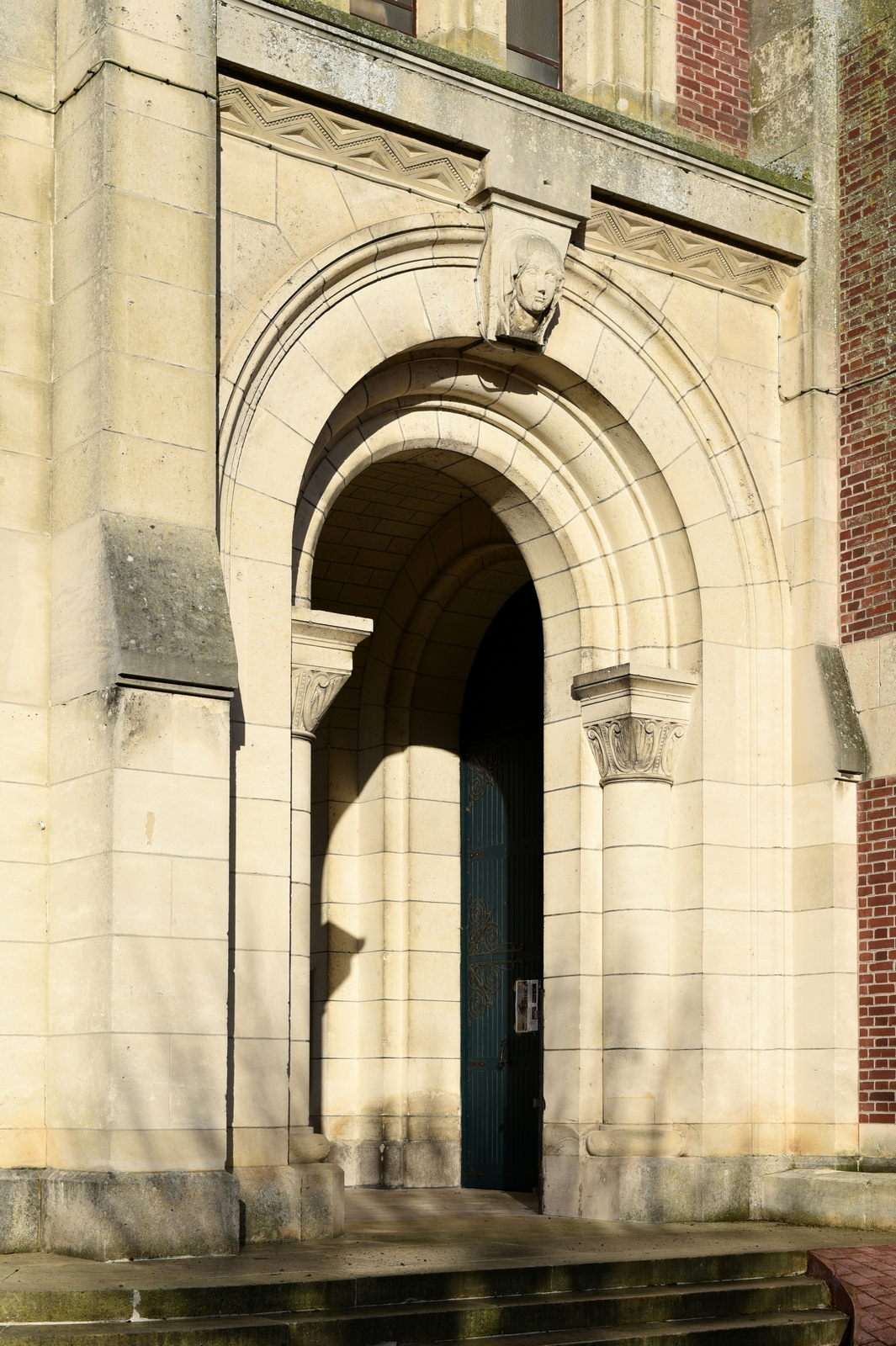
Détail de l'église Saint-Quentin.
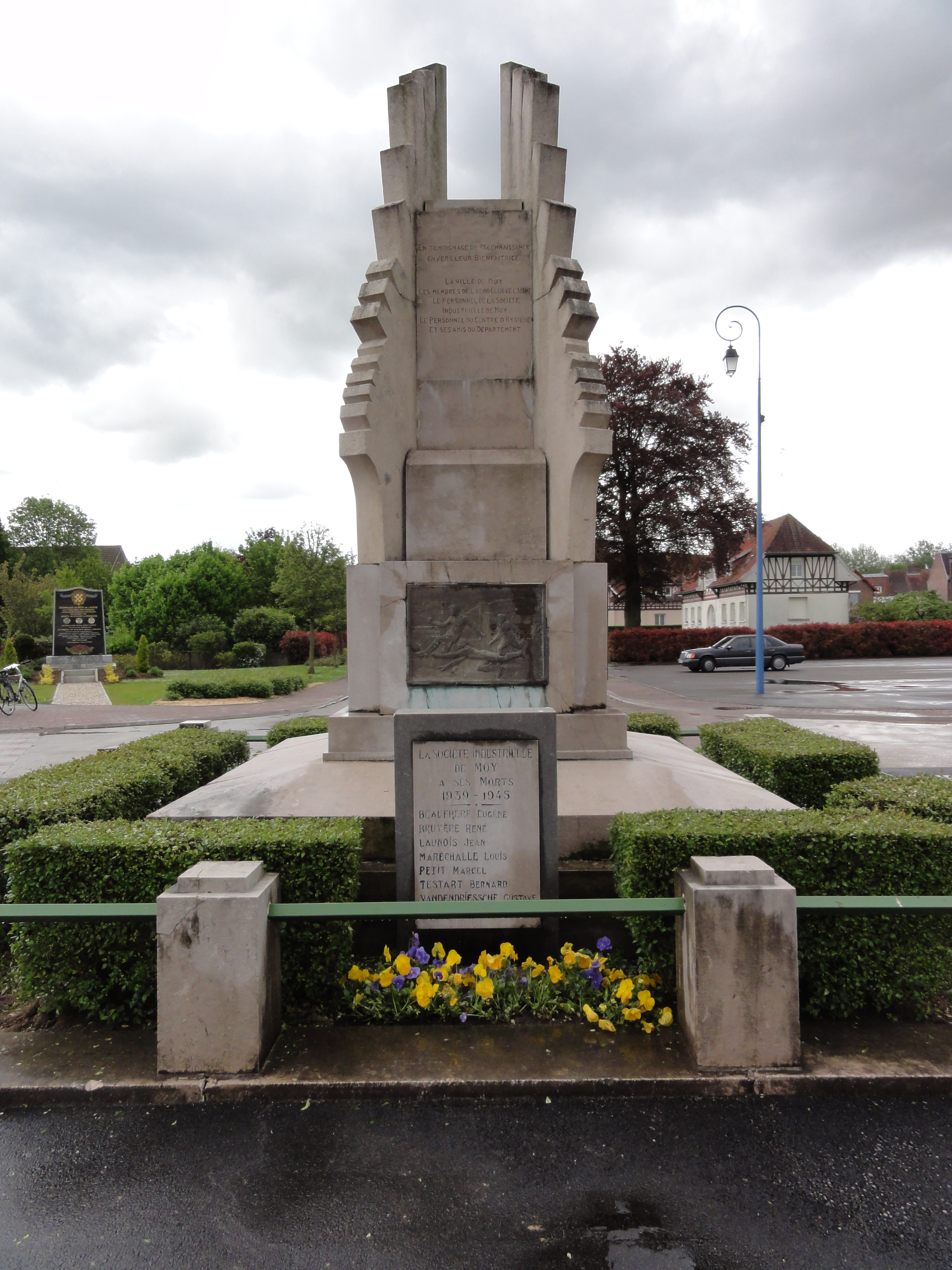
Monument aux morts.
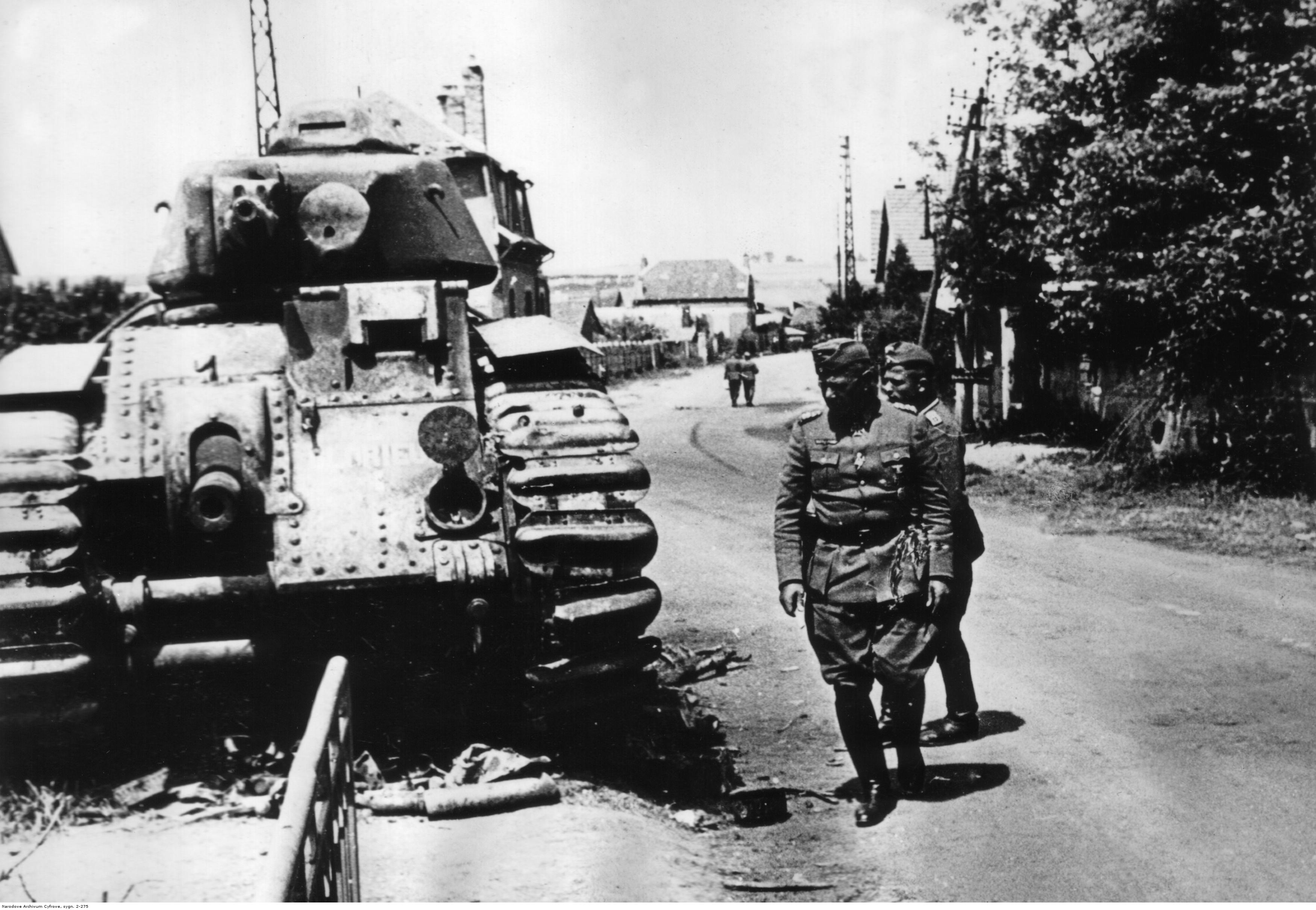
Le char Le Glorieux à Moÿ-de-l'Aisne après sa destruction.
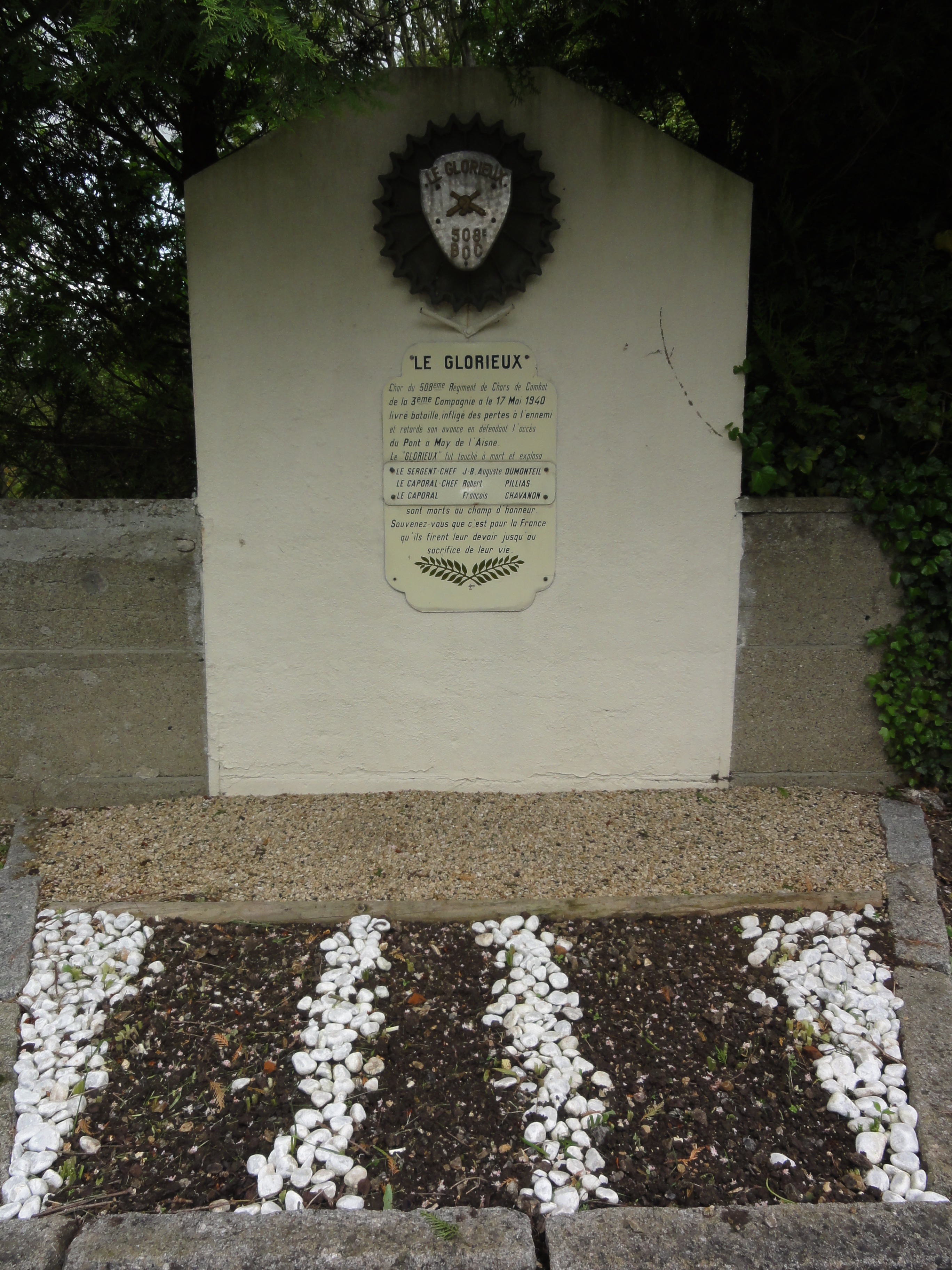
Mémorial Le Glorieux.
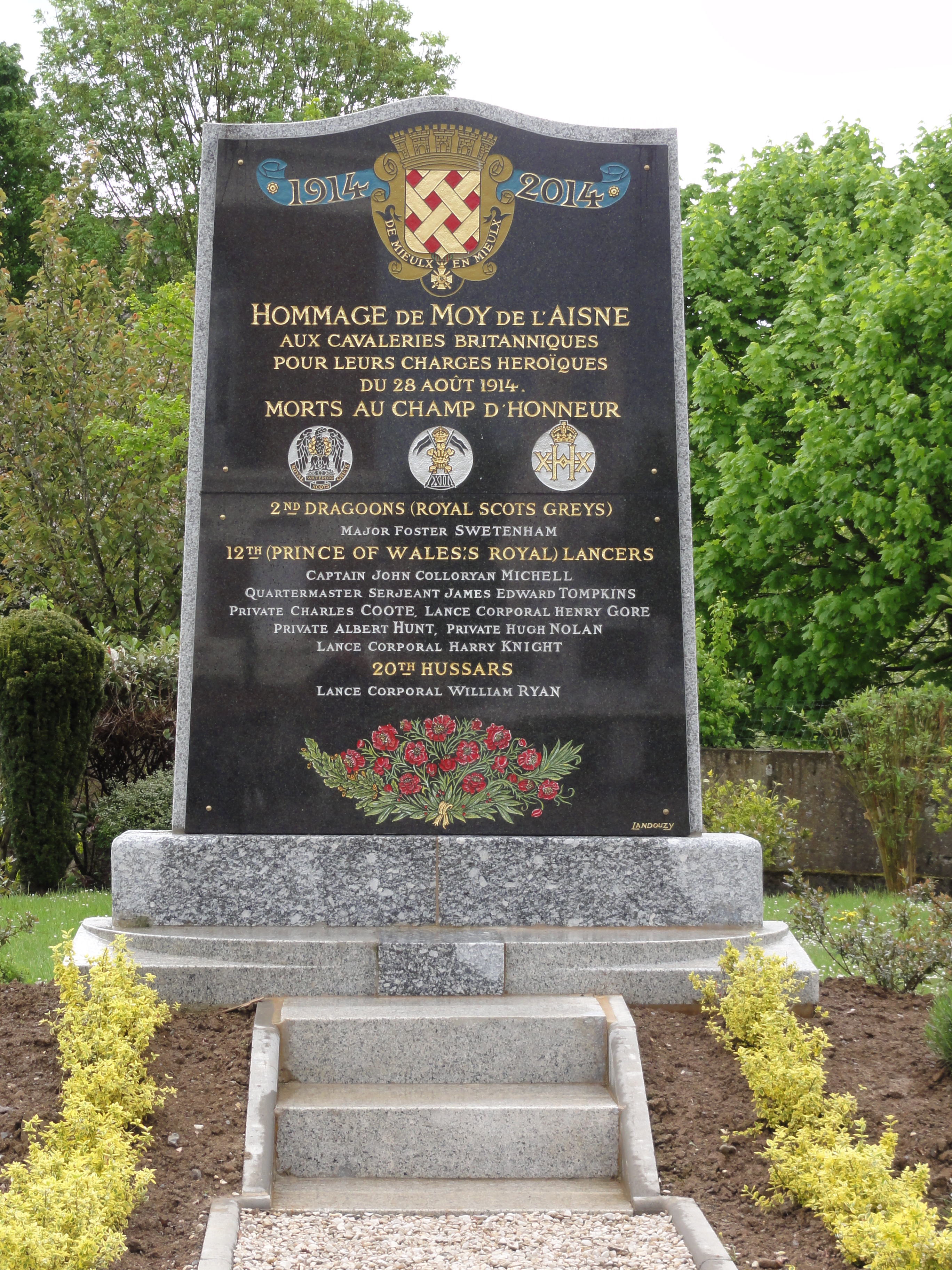
Mémorial du centenaire 1914-2014.
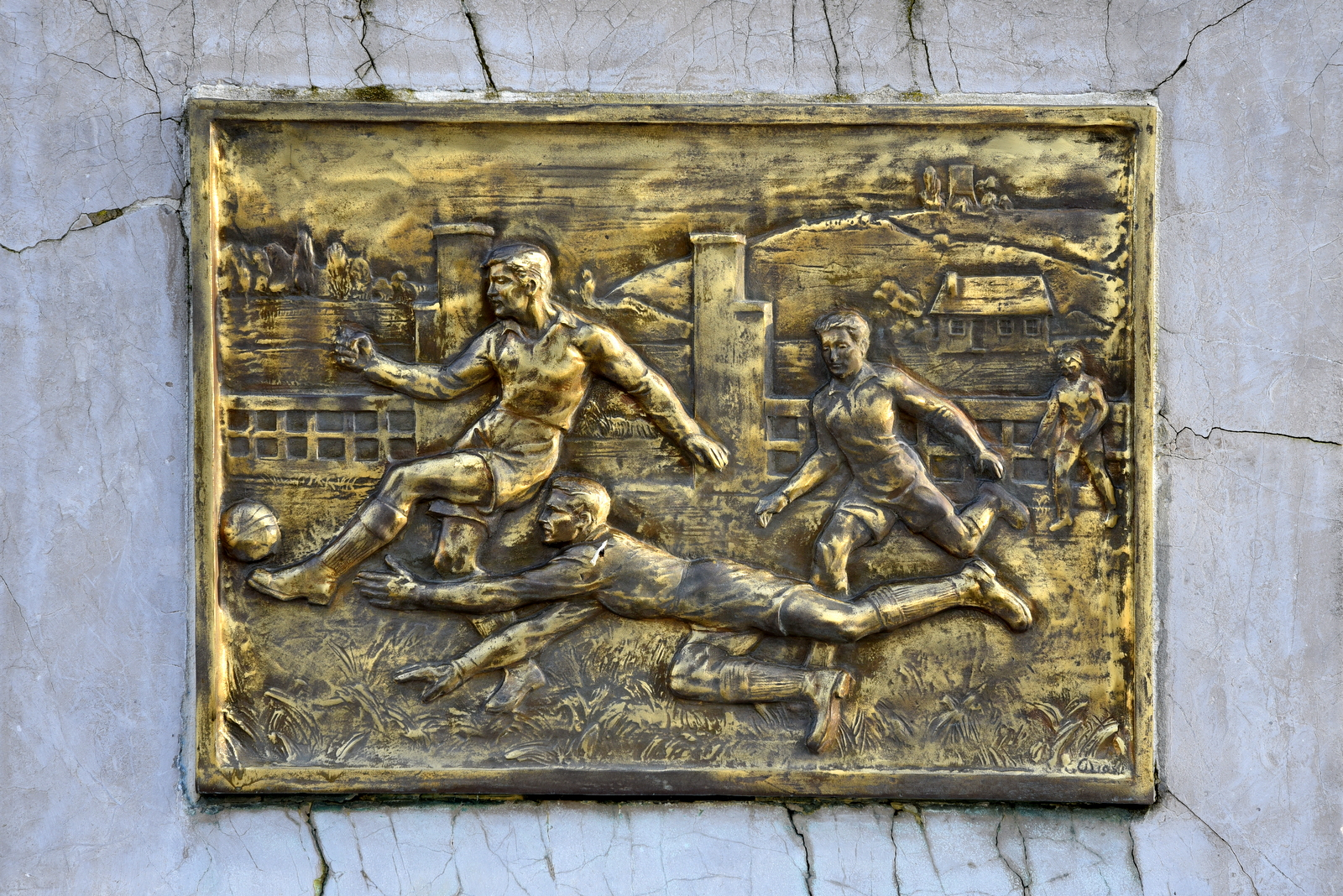
Relief d'Ernest Charles Diosi sur le monument aux morts.

### Personnalités liées à la commune

Armes des marquis de Moÿ de la maison de Ligne : Écartelé : 1 et 4, de Lorraine ; 2 et 3, de Moÿ ; sur-le-tout de Ligne (maison de Ligne).

- Procope Hyacinthe de Ligne, marquis de Moÿ (jusqu'en 1704), brigadier des armées du Roi, capitaine-lieutenant des gendarmes écossais.

« Il avait dissipé tous ses biens et vendu le marquisat de Moÿ (ou de Moüy : Moÿ-de-l'Aisne) à Louis Antoine Crozat, receveur général des finances, sous la condition expresse que ni Crozat, ni ses ayant-cause ne pourraient jamais prendre le titre de marquis de Moÿ, en sorte que son fils n'a eu que les biens qui lui sont venus de sa mère ».
- Louis-Marie-Athanase de Loménie, comte de Brienne (1730-1794), officier et homme politique français, secrétaire d'État à la Guerre de 1787 à 1788, propriétaire de l'hôtel de Brienne à Paris (actuel ministère des Armées), mort guillotiné à Paris, était marquis de Moÿ par son mariage avec Etiennette Fizeaux.
- Suzanne Deutsch de La Meurthe (1892-1937), mécène française, finance en partie la reconstruction de la ville après la Première Guerre mondiale. Le collège de Mouÿ porte son nom depuis 1999.

### Héraldique
| Blason de Moÿ-de-l'Aisne | Blason  | De gueules fretté d'or. Ornements extérieursCroix de guerre 1914-1918 DeviseDe mieulx en mieulx |
| Blason de Moÿ-de-l'Aisne | Détails | Blason officiel.                                                                                |